# Kanada az 1972. évi téli olimpiai játékokon
Kanada a japán Szapporóban megrendezett 1972. évi téli olimpiai játékok egyik részt vevő nemzete volt. Az országot az olimpián 7 sportágban 47 sportoló képviselte, akik összesen 1 érmet szereztek.

## Érmesek
| Érem  | Versenyző       | Sportág     | Versenyszám |
| ----- | --------------- | ----------- | ----------- |
| Ezüst | Karen Magnussen | Műkorcsolya | Női egyéni  |

## Alpesisí
Férfi
| Versenyző       | Versenyszám      | Selejtező     | Selejtező     | Döntő         | Döntő         | Döntő    | Döntő    | Döntő      | Döntő      |
| Versenyző       | Versenyszám      | Selejtező     | Selejtező     | 1. futam      | 1. futam      | 2. futam | 2. futam | Összesítés | Összesítés |
| Versenyző       | Versenyszám      | Idő           | Hely.         | Idő           | Hely.         | Idő      | Hely.    | Idő        | Helyezés   |
| --------------- | ---------------- | ------------- | ------------- | ------------- | ------------- | -------- | -------- | ---------- | ---------- |
| Reto Barrington | Lesiklás         |               |               |               |               |          |          | 1:58,29    | 32.        |
| Reto Barrington | Műlesiklás       | kizárták      | kizárták      | 1:04,02       | 34.           | 59,23    | 19.      | 2:03,25    | 23.        |
| Reto Barrington | Óriás-műlesiklás |               |               | 1:35,22       | 18.           | 1:42,02  | 24.      | 3:17,24    | 20.        |
| Jim Hunter      | Lesiklás         |               |               |               |               |          |          | 1:55,16    | 20.        |
| Jim Hunter      | Műlesiklás       | 1:47,16       | 16.           | 1:02,02       | 31.           | 59,50    | 20.      | 2:01,52    | 19.        |
| Jim Hunter      | Óriás-műlesiklás |               |               | 1:33,83       | 13.           | 1:39,15  | 10.      | 3:12,98    | 11.        |
| Derek Robbins   | Lesiklás         |               |               |               |               |          |          | 2:00,38    | 38.        |
| Derek Robbins   | Műlesiklás       | nem ért célba | nem ért célba | nem ért célba | nem ért célba | kiesett  | kiesett  | kiesett    | kiesett    |
| Derek Robbins   | Óriás-műlesiklás |               |               | kizárták      | kizárták      | kiesett  | kiesett  | kiesett    | kiesett    |

Női
| Versenyző        | Versenyszám      | 1. futam | 1. futam | 2. futam      | 2. futam      | Összesítés | Összesítés |
| Versenyző        | Versenyszám      | Idő      | Hely.    | Idő           | Hely.         | Idő        | Helyezés   |
| ---------------- | ---------------- | -------- | -------- | ------------- | ------------- | ---------- | ---------- |
| Judy Crawford    | Lesiklás         |          |          |               |               | 1:41,75    | 27.        |
| Judy Crawford    | Műlesiklás       | 47,12    | 5.       | 46,83         | 6.*           | 1:33,95    | 4.         |
| Judy Crawford    | Óriás-műlesiklás |          |          |               |               | 1:35,60    | 24.        |
| Kathy Kreiner    | Lesiklás         |          |          |               |               | 1:43,68    | 33.        |
| Kathy Kreiner    | Műlesiklás       | 50,55    | 19.*     | 49,72         | 15.           | 1:40,27    | 14.        |
| Laurie Kreiner   | Lesiklás         |          |          |               |               | 1:41,00    | 20.        |
| Laurie Kreiner   | Műlesiklás       | 48,81    | 15.      | 48,49         | 12.           | 1:37,30    | 12.        |
| Laurie Kreiner   | Óriás-műlesiklás |          |          |               |               | 1:32,48    | 4.         |
| Carolyne Oughton | Lesiklás         |          |          |               |               | 1:40,92    | 18.*       |
| Carolyne Oughton | Óriás-műlesiklás |          |          |               |               | 1:38,29    | 29.        |
| Diane Pratte     | Műlesiklás       | 49,32    | 17.      | nem ért célba | nem ért célba | kiesett    | kiesett    |
| Diane Pratte     | Óriás-műlesiklás |          |          |               |               | 1:33,59    | 15.        |

* - egy másik versenyzővel azonos eredményt ért el

## Bob
| Versenyző                                                 | Versenyszám | 1. futam | 1. futam | 2. futam | 2. futam | 3. futam | 3. futam | 4. futam | 4. futam | Összesítés | Összesítés |
| Versenyző                                                 | Versenyszám | Idő      | Hely.    | Idő      | Hely.    | Idő      | Hely.    | Idő      | Hely.    | Idő        | Helyezés   |
| --------------------------------------------------------- | ----------- | -------- | -------- | -------- | -------- | -------- | -------- | -------- | -------- | ---------- | ---------- |
| Hans Gehrig Andrew Faulds                                 | Kettes      | 1:18,82  | 20.      | 1:18,36  | 20.      | 1:15,66  | 17.      | 1:16,06  | 17.      | 5:08,90    | 18.        |
| Bob Storey Michael Hartley                                | Kettes      | 1:18,49  | 18.      | 1:16,70  | 8.       | 1:14,90  | 13.      | 1:15,61  | 15.      | 5:05,70    | 14.        |
| Hans Gehrig David Richardson Peter Blakeley Andrew Faulds | Négyes      | 1:12,61  | 15.      | 1:12,43  | 9.       | 1:10,76  | 5.       | 1:12,26  | 16.      | 4:48,06    | 13.        |

* - egy másik csapattal azonos eredményt ért el

## Gyorskorcsolya
Férfi
| Versenyző    | Versenyszám | Eredmény | Helyezés |
| ------------ | ----------- | -------- | -------- |
| Andy Barron  | 1500 m      | 2:17,71  | 36.      |
| Andy Barron  | 5000 m      | 8:11,84  | 25.      |
| Gerry Cassan | 500 m       | 42,87    | 29.      |
| John Cassidy | 500 m       | 43,01    | 30.      |
| Bob Hodges   | 1500 m      | 2:12,13  | 23.      |
| Kevin Sirois | 1500 m      | 2:13,99  | 26.      |
| Kevin Sirois | 5000 m      | 8:02,66  | 19.      |
| Kevin Sirois | 10 000 m    | 15:58,61 | 14.      |

Női
| Versenyző        | Versenyszám | Eredmény | Helyezés |
| ---------------- | ----------- | -------- | -------- |
| Sylvia Burka     | 500 m       | kizárták | kizárták |
| Sylvia Burka     | 1000 m      | 1:32,95  | 8.       |
| Sylvia Burka     | 1500 m      | 2:29,60  | 21.      |
| Gayle Gordon     | 1000 m      | 1:38,32  | 32.      |
| Gayle Gordon     | 1500 m      | 2:31,86  | 27.      |
| Jennifer Jackson | 1500 m      | 2:35,22  | 30.      |
| Donna McCannell  | 500 m       | 47,30    | 25.      |
| Cathy Priestner  | 500 m       | 45,79    | 14.      |
| Cathy Priestner  | 1000 m      | 1:37,11  | 29.      |

* - egy másik versenyzővel azonos eredményt ért el

## Műkorcsolya
| Versenyző                | Versenyszám  | Kötelező elemek   | Kötelező elemek | Kűr               | Kűr   | Összesítés                     | Összesítés                     | Összesítés                     | Összesítés                     | Összesítés                     | Összesítés                     | Összesítés                     | Összesítés                     | Összesítés                     | Összesítés        | Összesítés        | Összesítés  | Összesítés | Összesítés |
| Versenyző                | Versenyszám  | Kötelező elemek   | Kötelező elemek | Kűr               | Kűr   | Helyezési pontszámok bírónként | Helyezési pontszámok bírónként | Helyezési pontszámok bírónként | Helyezési pontszámok bírónként | Helyezési pontszámok bírónként | Helyezési pontszámok bírónként | Helyezési pontszámok bírónként | Helyezési pontszámok bírónként | Helyezési pontszámok bírónként | Több. hely. száma | Több. hely. össz. | Hely. össz. | Pont       | Helyezés   |
| Versenyző                | Versenyszám  | Több. hely. száma | Hely.           | Több. hely. száma | Hely. | 1                              | 2                              | 3                              | 4                              | 5                              | 6                              | 7                              | 8                              | 9                              | Több. hely. száma | Több. hely. össz. | Hely. össz. | Pont       | Helyezés   |
| ------------------------ | ------------ | ----------------- | --------------- | ----------------- | ----- | ------------------------------ | ------------------------------ | ------------------------------ | ------------------------------ | ------------------------------ | ------------------------------ | ------------------------------ | ------------------------------ | ------------------------------ | ----------------- | ----------------- | ----------- | ---------- | ---------- |
| Toller Cranston          | Férfi egyéni | 7×13+             | 12.             | 5×4+              | 5.    | 8,0                            | 8,0                            | 6,0                            | 10,0                           | 9,0                            | 10,0                           | 10,0                           | 10,0                           | 9,5                            | 9×10+             | 80,5              | 80,5        | 2517,2     | 9.         |
| Karen Magnussen          | Női egyéni   | 5×3+              | 3.              | 9×3+              | 2.    | 2,0                            | 2,0                            | 2,0                            | 2,0                            | 4,0                            | 2,0                            | 4,0                            | 3,0                            | 2,0                            | 6×2+              | 12,0              | 23,0        | 2673,2     |            |
| Cathy Lee Irwin          | Női egyéni   | 5×12+             | 12.             | 5×12+             | 12.   | 11,0                           | 13,0                           | 13,0                           | 11,0                           | 13,0                           | 8,0                            | 14,0                           | 16,0                           | 17,0                           | 6×13+             | 69,0              | 116,0       | 2383,4     | 13.        |
| Sandra Bezic Val Bezic   | Páros        | 7×9+              | 9.              | 9×10+             | 9.    | 8,0                            | 8,0                            | 10,0                           | 10,0                           | 10,0                           | 9,0                            | 10,0                           | 10,0                           | 9,0                            | 9×10+             | 84,0              | 84,0        | 384,9      | 9.         |
| Mary Petrie John Hubbell | Páros        | 6×14+             | 15.             | 7×15+             | 15.   | 15,0                           | 12,0                           | 15,0                           | 14,0                           | 14,0                           | 15,0                           | 15,0                           | 15,0                           | 14,0                           | 9×15+             | 129,0             | 129,0       | 358,5      | 15.        |

## Sífutás
Férfi
| Versenyző                                                | Versenyszám     | Eredmény   | Helyezés |
| -------------------------------------------------------- | --------------- | ---------- | -------- |
| Roger Allen                                              | 15 km           | 50:41,31   | 50.      |
| Malcolm Hunter                                           | 15 km           | 49:54,08   | 45.      |
| Malcolm Hunter                                           | 30 km           | 1:46:51,47 | 43.      |
| Fred Kelly                                               | 15 km           | 50:07,22   | 49.      |
| Jarl Omholt-Jensen                                       | 15 km           | 50:52,14   | 52.      |
| Jarl Omholt-Jensen                                       | 30 km           | 1:51:14,04 | 50.      |
| Fred Kelly Roger Allen Jarl Omholt-Jensen Malcolm Hunter | 4 × 10 km váltó | 2:16:56,41 | 13.      |

Női
| Versenyző                                 | Versenyszám    | Eredmény | Helyezés |
| ----------------------------------------- | -------------- | -------- | -------- |
| Roseanne Allen                            | 5 km           | 19:22,70 | 40.      |
| Sharon Firth                              | 5 km           | 18:06,28 | 26.      |
| Sharon Firth                              | 10 km          | 36:52,49 | 24.      |
| Shirley Firth                             | 5 km           | 18:36,07 | 35.      |
| Hellen Sander                             | 5 km           | 19:30,01 | 41.      |
| Hellen Sander                             | 10 km          | 40:25,11 | 40.      |
| Shirley Firth Sharon Firth Roseanne Allen | 3 × 5 km váltó | 53:37,82 | 10.      |

## Síugrás
| Versenyző    | Versenyszám | 1. ugrás | 1. ugrás | 1. ugrás | 2. ugrás | 2. ugrás | 2. ugrás | Összesítés | Összesítés |
| Versenyző    | Versenyszám | Távolság | Pont     | Hely.    | Távolság | Pont     | Hely.    | Pont       | Helyezés   |
| ------------ | ----------- | -------- | -------- | -------- | -------- | -------- | -------- | ---------- | ---------- |
| Rick Gulyas  | Normálsánc  | 71,0     | 90,8     | 49.      | 70,5     | 90,5     | 44.      | 181,3      | 48.        |
| Ulf Kvendbo  | Normálsánc  | 70,5     | 93,0     | 46.*     | 71,0     | 94,8     | 37.      | 187,8      | 44.        |
| Ulf Kvendbo  | Nagysánc    | 79,0     | 75,6     | 43.      | 80,0     | 77,0     | 41.      | 152,6      | 45.        |
| Zdenek Mezl  | Normálsánc  | 74,0     | 100,6    | 35.      | 70,0     | 92,2     | 41.      | 192,8      | 40.        |
| Zdenek Mezl  | Nagysánc    | 98,0     | 104,7    | 10.      | 89,0     | 89,6     | 21.      | 194,3      | 17.        |
| Peter Wilson | Normálsánc  | 64,5     | 79,4     | 56.      | 60,5     | 70,0     | 56.      | 149,4      | 56.        |
| Peter Wilson | Nagysánc    | 83,0     | 78,7     | 39.*     | 83,5     | 80,9     | 37.      | 159,6      | 39.*       |

* - egy másik versenyzővel azonos eredményt ért el

## Szánkó
| Versenyző                   | Versenyszám | 1. futam      | 1. futam      | 2. futam | 2. futam | 3. futam | 3. futam | 4. futam | 4. futam | Összesítés | Összesítés |
| Versenyző                   | Versenyszám | Idő           | Hely.         | Idő      | Hely.    | Idő      | Hely.    | Idő      | Hely.    | Idő        | Helyezés   |
| --------------------------- | ----------- | ------------- | ------------- | -------- | -------- | -------- | -------- | -------- | -------- | ---------- | ---------- |
| Larry Arbuthnot             | Férfi egyes | 54,11         | 18.           | 54,17    | 21.      | 54,17    | 31.      | 54,12    | 33.      | 3:36,57    | 25.        |
| Doug Hansen                 | Férfi egyes | 55,73         | 36.           | 55,94    | 39.      | 55,20    | 40.      | 55,35    | 40.      | 3:42,22    | 38.        |
| David McComb                | Férfi egyes | 55,20         | 31.           | 56,14    | 41.      | 54,52    | 33.      | 54,57    | 35.      | 3:40,43    | 35.        |
| Paul Nielsen                | Férfi egyes | nem ért célba | nem ért célba | kiesett  | kiesett  | kiesett  | kiesett  | kiesett  | kiesett  | kiesett    | kiesett    |
| Larry Arbuthnot Doug Hansen | Kettes      | 46,47         | 15.           | 46,22    | 15.      |          |          |          |          | 1:32,69    | 16.        |